# Barnsteenmosklokje
Het barnsteenmosklokje (Galerina vittiformis ) is een schimmel uit de familie Hymenogastraceae. Vruchtlichamen groeien van juni tot oktober in bossen bij levende bladmossen.

## Kenmerken

### Uiterlijke kenmerken
Hoed
De hoed heeft een diameter van 2–6 mm. De vorm is conisch bij jonge vruchtlichamen, daarna steeds breder, breed conisch of convex. Het is hygrofaan. Als het nat is, is het oppervlak kaal, bruin tot donkerbruin, gestreept tot de helft van de straal, als het droog is, tweekleurig, lichter aan de rand.
Lamellen
De lamellen zijn dezelfde kleur als de hoed. Tussenlammelen komen zelden voor.
Steel
De steel heeft een lengte van 7–35 mm en een dikte van 0,5–1 mm. De steel is cilindrisch, bros. Het oppervlak van jonge vruchtlichamen is witachtig tot geelachtig van kleur, bruin aan de onderkant, bedekt met fijne, witachtige fibrillen. De voet heeft wit mycelium.
Geur en smaak
Het vlees is dun, zonder merkbare geur of smaak en verandert niet van kleur na beschadiging.
Sporenprint
De sporenprint is kaneelbruin.

### Microscopische kenmerken
De sporen zijn amandelvormig tot breed spoelvormig, wratachtig, oranjebruin in KOH, amyloïde en meten 9–13 × 6–7 µm. De basidia heeft 2- of 4-sterigmata. De pleurocystidia en cheilocystidia zijn tonvormig, met een lange nek en een afgeronde of licht scherpe top, glad, dunwandig, hyaliene in KOH en meten 40–75 × 5–15 µm.

## Verspreiding
Het barnsteenmosklokje is wijd verspreid in Europa en Noord-Amerika. Er wordt ook gemeld dat de schimmel voorkomt in Nieuw-Zeeland en Antarctica (op de Shetlandeilanden en King George Island).
In Nederland komt hij algemeen voor. Hij staat niet op de rode lijst en is niet bedreigd.

## Foto's

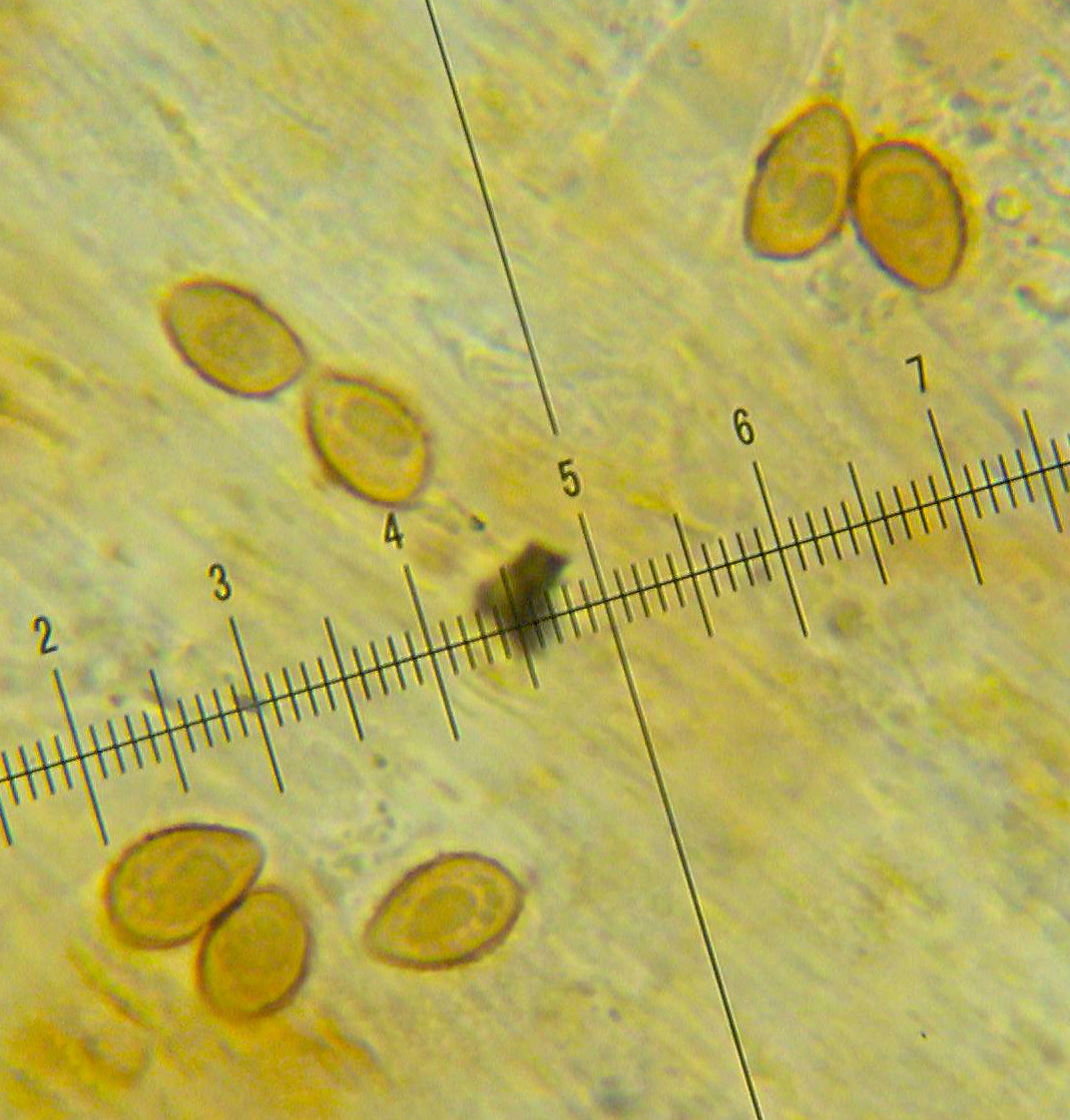
Sporen